# Bouillé-Loretz
Bouillé-Loretz foi uma comuna francesa na região administrativa da Nova Aquitânia, no departamento de Deux-Sèvres. Estendia-se por uma área de 26,78 km². Em 2010 a comuna tinha 1 045 habitantes (densidade: 39 hab./km²).
Em 1 de janeiro de 2019, passou a formar parte da nova comuna de Loretz-d'Argenton.